# Koruthaialos
Koruthaialos is een geslacht van vlinders van de familie dikkopjes (Hesperiidae), uit de onderfamilie Hesperiinae.

## Soorten
- K. butleri (De Nicéville, 1883)
- K. focula (Plötz, 1882)
- K. rubecula (Plötz, 1882)
- K. sindu (Felder & Felder, 1860)